# Marcus Gayle
Marcus Anthony Gayle (Hammersmith, 27 september 1970) is een in Engeland geboren Jamaicaans voormalig profvoetballer die doorgaans als aanvaller speelde bij Wimbledon en Brentford. Gayle was geregeld buitenspeler en verdediger. Hij was profvoetballer van 1988 tot 2008.
Gayle speelde 18 interlands in het Jamaicaans voetbalelftal (drie goals) en nam deel aan het WK voetbal 1998 in Frankrijk.

## Clubcarrière

### Brentford
Gayle brak door als profvoetballer bij Brentford, waar hij 27 keer scoorde uit 194 officiële wedstrijden tussen 1988 en 1994. In 1990 werd hij door de club wel even uitgeleend aan het Finse KuPS Kuopio. Eind maart 2005 keerde Gayle terug naar The Bees, maar hij verbleef slechts een seizoen op Griffin Park. Hij werd op 22 januari 2020 opgenomen in de Hall of Fame van Brentford en werd gelijktijdig aangesteld als clubambassadeur.

### Wimbledon
Gayle werd, ondanks zijn jarenlange verbintenis aan Brentford, bij een breder voetbalpubliek eerder bekend vanwege zijn periode als aanvaller van Wimbledon in de Premier League. Gayle kwam op 24 maart 1994 over van Brentford voor een bedrag van 250.000 Britse pond. Met Wimbledon was hij tot mei 2000 op het hoogste niveau actief. Gayle was samen met landgenoot Robbie Earle de ster van het elftal onder manager en coach Joe Kinnear. Gayle speelde 285 officiële wedstrijden voor The Dons en trof daarin 85 maal doel. In 2001 speelde hij vier competitiewedstrijden voor de Schotse topclub Glasgow Rangers.

### Latere carrière
In 2007 tekende de aanvaller een contract bij de opvolger van het opgedoekte Wimbledon, AFC Wimbledon. Voor zijn terugkeer naar Wimbledon verdedigde Gayle de kleuren van tweedeklasser Watford (2001–2005, op het moment van zijn komst getraind door de Italiaan Gianluca Vialli), opnieuw Brentford (2005–2006) en Aldershot Town (2006–2007).
Bij Aldershot scheurde hij de voorste kruisbanden van zijn knie af.
In 2008 stopte hij als profvoetballer bij AFC Wimbledon.